# Ano Internacional da Cultura da Paz
O ano de 2000 foi proclamado o Ano Internacional da Cultura da Paz, pela Secretaria Geral das Nações Unidas, com o objectivo de celebrar e encorajar a cultura da paz.
A organização de ligação para este "Ano" foi a UNESCO.. A noção de cultura da paz, provavelmente, tem sido formulada de modo mais compreensível desde a Resolução da Assembleia Geral da ONU 53/243 de Setembro de 1999, que teve o título: Declaração e Programa de Acção Numa Cultura de Paz".
O Ano Internacional da Cultura da Paz abrangeu uma escala de actividades para publicitar e patrocinar a noção de cultura da paz, incluindo o Manifesto Projecto 2000, que incluiu a colecta de 50 milhões de assinaturas para apoiar a cultura da paz e a Rede de Notícias da Cultura da Paz - uma iniciativa para desenvolver páginas de internet locais noticiando e promovendo a cultura da paz.
As opiniões dividem-se quanto a quão eficaz esse "Ano" foi. O trabalho de promoção e suporte da cultura da paz continua através da Década de Promoção da Cultura e da  Não-Violência para as Crianças do Mundo.